# شیپینزبرگ یونیورسیتی (پنسیلوانیا)
شیپینزبرگ یونیورسیتی (به انگلیسی: Shippensburg University) یک منطقهٔ مسکونی در ایالات متحده آمریکا است که در شهرستان کامبرلند، پنسیلوانیا واقع شده‌است. شیپینزبرگ یونیورسیتی ۰٫۷۲ کیلومتر مربع مساحت و ۲٬۶۲۵ نفر جمعیت دارد و ۱۹۶٫۹ متر بالاتر از سطح دریا واقع شده‌است.